# Country Club El Bosque
El Country Club El Bosque es un club social peruano, fundado el 11 de marzo de 1964, bajo la forma jurídica de asociación civil sin fines de lucro. Sus fines están orientados al esparcimiento, la  práctica deportiva y las actividades culturales, siendo uno de los clubes más tradicionales del Perú. Si bien nació como un club de campo, constituyendo su primera sede en la localidad de Chosica (afueras de Lima), posteriormente estableció una sede de playa en el balneario de Punta Negra y una sede de ciudad ubicada en el distrito de Santiago de Surco.

## Historia
En 1964, el ciudadano norteamericano John W. Russell tuvo la idea de crear en el valle de Chosica un club para el esparcimiento familiar y el desarrollo de actividades sociales y deportivas en el campo. De esta manera, en asociación con los esposos Daniel y Gisela Carter, encontraron en venta un terreno de 40 hectáreas ubicado junto a un bosque de guarangos, el cual pasaría a convertirse en la primera sede social. El club se constituye legalmente el 11 de marzo de 1964, y con la participación de los señores Eduardo Ronalds Dogny, Pedro Pazos Gamio y Jacques Granadino Roberts, este último arquitecto de profesión que estuvo a cargo de los planos originales del proyecto, se conformó el primer directorio del Country Club El Bosque.
En 1990, el club logró obtener en calidad de afectación en uso un terreno ubicado en el balneario de Punta Negra, al sur de Lima, donde luego constituiría su sede de playa. Posteriormente, mediante Resolución Suprema N° 253-2003-EF de 2003, se logró la adquisición definitiva de los terrenos que hoy conforman dicha sede. En 2006, el club adquirió un terreno en la urbanización El Golf Los Incas del distrito de Santiago de Surco, donde construyó su sede de ciudad, la cual fue inaugurada en 2015.

## Instalaciones
El Country Club El Bosque posee cuatro propiedades ubicadas todas en la provincia de Lima. Estas conforman la sede de campo (distrito de Lurigancho-Chosica), la sede de playa (distrito de Punta Negra), la sede de ciudad (distrito de Santiago de Surco) y una sede de oficinas administrativas (distrito de San Borja).

### Sede de campo
Ubicada en el kilómetro 29.5 de la carretera Central, en el distrito de Lurigancho-Chosica, esta sede fue la primera en constituirse y es la más amplia de todas, abarcando un espacio de aproximadamente 40 hectáreas, la cual dispone de las siguientes facilidades:
- Áreas de camping y parrilla
- 119 bungalows
- Laguna artificial con botes a remo y pedalones
- Piscina olímpica, piscina recreativa y patera
- Canchas de fútbol, de tenis de campo clásica y sintética, canchas de fulbito de cemento y grass sintético, de bochas clásica y sintética, voleibol, frontón y básquet; salón de tenis de mesa, sala de ajedrez
- Pista de equitación
- Sala de máquinas recreativas
- Gimnasio, sauna y jacuzzi
- Comedor principal, fuente de soda, food court, snack y bar karaoke
- Biblioteca
- Capilla

### Sede de playa
Ubicada en el kilómetro 46.5 de la antigua Panamericana Sur, en el distrito de Punta Negra, fue la segunda sede construida por el club, y cuenta con las siguientes facilidades:
- 40 bungalows y 20 cabañas
- Piscina de agua dulce, piscina de agua salada y piscina recreativa con toboganes
- Malecón y playa arenada
- Lozas deportivas de frontón, tenis de campo, voleibol, básquet, fulbito, canchas de bochas
- Zonas de pícnic
- Salas de juegos de mesa y videojuegos

### Sede de ciudad
Ubicada en la avenida Circunvalación Golf Los Incas 370 - 390 en el distrito de Santiago de Surco, fue la última de las sedes de esparcimiento en ser incorporadas al club, cuenta con una extensión de 2,15 hectáreas y las siguientes facilidades:
- Gimnasio
- Piscina recreativa y patera
- Canchas de tenis
- Cancha multiusos para básquet y voleibol
- Restaurante
- Sauna y jacuzzi

### Sede administrativa
Ubicada en la avenida Julio Bayletti 278 en el distrito de San Borja, esta sede alberga las oficinas administrativas y centros de atención a los asociados.